# (5057) Weeks
(5057) Weeks es un asteroide perteneciente al cinturón de asteroides, descubierto el 22 de febrero de 1987 por Henri Debehogne desde el Observatorio de La Silla, Chile.

## Designación y nombre
Designado provisionalmente como 1987 DC6. Fue nombrado Weeks en honor profesor Eric R. Weeks desarrolla su labor en el Departamento de Física de la Universidad de Emory. Sus investigaciones están basadas en coloides, líquidos, sólidos y gaseosos.

## Características orbitales
Weeks está situado a una distancia media del Sol de 3,123 ua, pudiendo alejarse hasta 3,586 ua y acercarse hasta 2,661 ua. Su excentricidad es 0,148 y la inclinación orbital 7,006 grados. Emplea 2016,52 días en completar una órbita alrededor del Sol.

## Características físicas
La magnitud absoluta de Weeks es 12,4. Tiene 16,372 km de diámetro y su albedo se estima en 0,126.